# سردنیایا سلطانوفکا
سردنیایا سلطانوفکا (به لاتین: Srednyaya Sultanovka) یک منطقهٔ مسکونی در روسیه است که در استان آستراخان واقع شده‌است.